# L-759,633
L-759,633 je analgetički lek koji je kanabinoidni agonist. On je u znatnoj meri selektivan agonist za CB2 receptor, sa selektivnošću od 163 puta za CB2 u odnosu na CB1.
On proizvodi slične efekte sa drugim kanabinoidnim agonistima poput analgezije, ali ima malo i je bez sedativnih ili psihoaktivnih efekata usled njegove slabe CB1 aktivnosti. On ima relativno jako antiinflamatorno dejstvo usled jake CB2 aktivnosti.